# Park Regionalny Delty Niemna
Park Regionalny Delty Niemna (lit. Nemuno deltos regioninis parkas) – park regionalny na Litwie, położony w zachodniej części Litwy Mniejszej, przy ujściu Niemna do Zalewu Kurońskiego. Utworzony został w 1992 r. i obejmuje powierzchnię 28 870 ha.